# Цілинне (Тимірязєвський район)
Ціли́нне (каз. Целинное) — село у складі Тимірязєвського району Північноказахстанської області Казахстану. Адміністративний центр та єдиний населений пункт Цілинного сільського округу.
Населення — 184 особи (2021; 332 у 2009, 630 у 1999, 1002 у 1989).
Національний склад станом на 1989 рік:
- росіяни — 42 %
- казахи — 28 %.

До 16 серпня 1971 року село називалось Побєда.